# Kerte
Kerte er en lille landsby i Assens Kommune. Her lå den integrerede Daginstitution Tusindben, i de bygninger hvor Kerteskolen havde ligget. 
Kerte Kirke ligger i byen. 